# الأدوات الحجرية

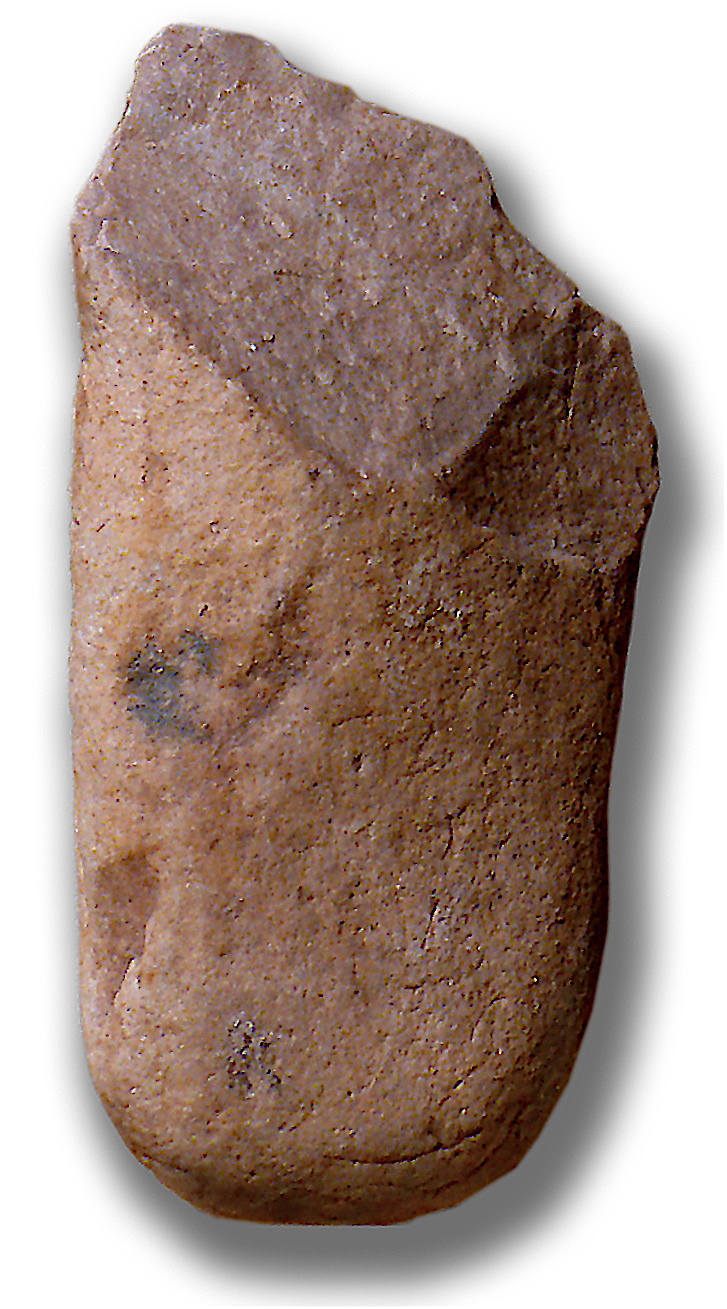
حصيات مطروقة. أقدم الأدوات الحجرية

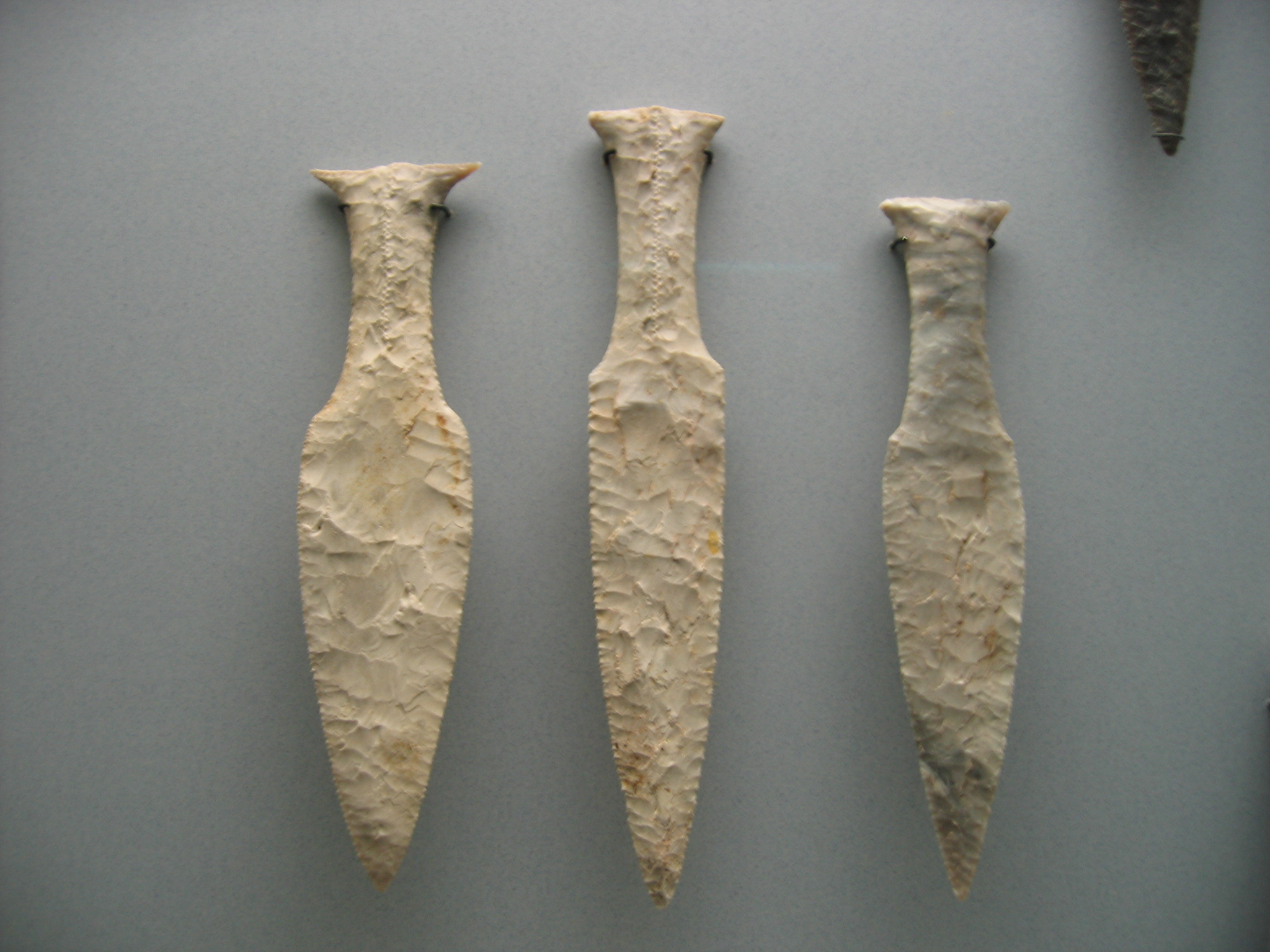
خناجر حجرية من نوعية تُعرَف بـ"ذيل السمكة"، عثر عليها في ألمانيا.

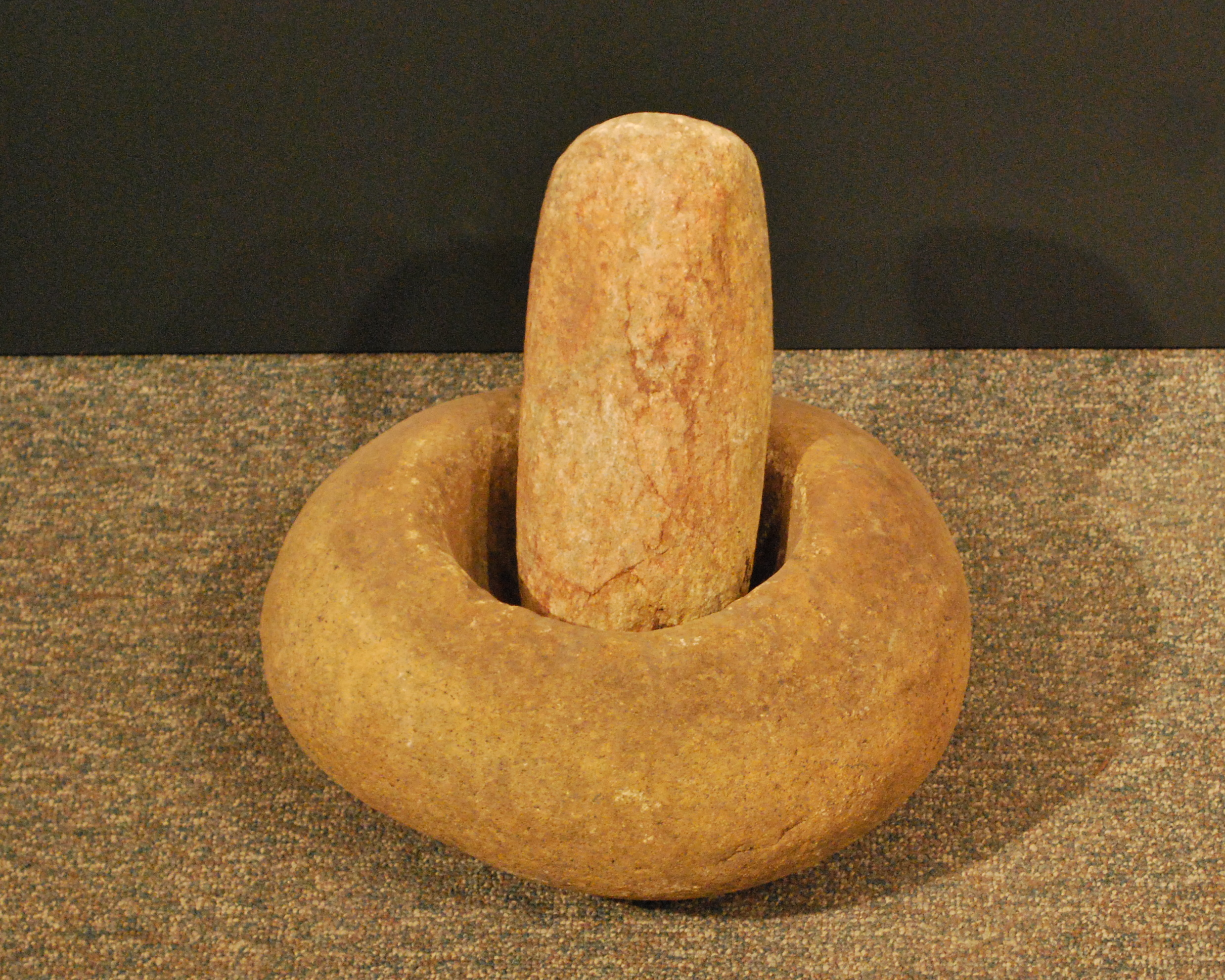
مدقة وهاون حجريَّان، لا زالا يستعملان في بعض مناطق العالم.

الأدوات الحجرية هي الأدوات المصنوعة جزئيًا أو كليًا من الحجر. لا زالت توجد حتى اليوم بعض المجتمعات البشرية التي تعتمد في حياتها اليومية على الأدوات الحجرية، إلا أنَّ استعمالها بات محدوداً أو منعدماً الآن في معظم أنحاء العالم، وأصبحت تعتبر في المخيلة الشعبية علامة لعصور ما قبل التاريخ، وخصوصاً ثقافات العصر الحجري (المنتهي عام 6,000 - 2,000 ق.م بظهور صناعة الحديد). تعد الأدوات الحجرية جزءاً هاماً من تاريخ الثقافات البشرية قبل التاريخية، ويعتمد عليها علماء الآثار بدرجةٍ كبيرة للتعرف على هذه الثقافات. استُعمِلت الحجارة على مرّ التاريخ البشري لصنع الكثير من الأدوات المختلفة والمتنوّعة، مثل رؤوس السهام وأنصال الرماح ومدقَّات الطحن. وكانت تستخدم فيها أحياناً صخور الأرض أو الحجارة المنحوتة والمصقولة.
تُصنَع الأدوات الحجرية المصقولة من الصخور المتبلورة، مثل حجر الصوان والعقيق الأبيض والبازلت والكوارتزيت والسبج. من الطرق البسيطة لصقل هذه الحجارة طرق صفائحها بنواة حجرٍ آخر، أو استعمال مطرقةٍ أخرى من مادة ما. وأحياناً قد يكون غرض العملية الحصول على الصفائح الحجرية فقط، ففي هذه الحالة يتم التخلُّص من النواة الحجرية بعد أن تصبح شديدة الصغر. كما توجد تقنياتٌ أكثر تعقيداً لنحت وصقل الحجارة، مثل استعمال شفرات قياسية تُحوَّل فيما بعد إلى أدواتٍ مختلفة مثل السكاكين والمكاشط والمناجل والأحجار المجهرية. بصورةٍ عامة، كانت الأدوات الحجرية سائدة في جميع المجتمعات البشرية التي لم تعرف الحديد بعد، وذلك بالنظر إلى سهولة صنعها واستعمالها.

## التاريخ
منذ القرن التاسع عشر، بدأ علماء الآثار بالتنقيب عن الأدوات المصنوعة في عصور ما قبل التاريخ ومحاولة تصنيفها إلى أنواعٍ رئيسية. وقد اعتبروا تلك الأدوات نوعاً من الصناعات البشرية، وبدؤوا بإطلاق أسماءٍ على أنواعها حسب مكان اكتشافها أول مرة، فسُمِّيت أدوات «الأتشويل» نسبةً إلى ساينت أتشويل الفرنسية، وكذلك الأولدوان نسبةً إلى موقع ألدوفاي جورج في تنزانيا. ووُضِعَت العديد من المؤلفات لتصنيف هذه الأدوات ودراستها.